# Jennifer Wiseman
Jennifer J. Wiseman es una astrónoma estadounidense. Recibió su grado en física por el Instituto Tecnológico de Massachusetts y su doctorado en astronomía por la Universidad de Harvard en 1995. 
Wiseman descubrió el cometa periódico 114P/Wiseman-Skiff mientras trabajaba como asistente de investigación de pregrado en 1987. Actualmente es Astrofísica Senior en el Centro de vuelo espacial Goddard de la NASA, donde anteriormente dirigió el Laboratorio de Exoplanetas y Astrofísica Estelar.
Wiseman es cristiana y socia de la Afiliación Científica Estadounidense. El 16 de junio de 2010, Wiseman fue presentada como la nueva directora del Diálogo sobre Ciencia, Ética y Religión de la Asociación Estadounidense para el Avance de la Ciencia.